# Juan Cadillo
Juan Raúl Cadillo León (Huaraz, 24 de junio de 1972) es un ingeniero de sistemas, profesor y educador peruano. Fue ministro de Educación del Perú desde el 29 de julio de 2021 hasta el 6 de octubre de 2021.

## Biografía
Nació en Huaraz. Estudió pedagogía en la Universidad Nacional Mayor de San Marcos e Ingeniería de Sistemas en la Universidad Nacional José Faustino Sánchez. Cuenta con el grado de Maestro en Psicología Educativa y el grado de Doctor en Educación en la Escuela de Posgrado de la Universidad César Vallejo.
Trabajó como profesor en la Institución Educativa Jesús de Nazaret en su ciudad natal, donde puso en marcha varios proyectos tecnológicos, como el "Cuenta Cuentos" y "Mundo Aumentado X", donde usó Realidad aumentada para enseñar operaciones matemáticas. Gracias a este último proyecto fue nombrado Maestro que deja Huella en 2014. Al año siguiente obtuvo las Palmas magisteriales y en 2017 fue uno de los 50 mejores maestros del mundo según The Global Teacher Prize.
También fue consultor de la Fundación Telefónica donde ha asesorado y capacitado en materia tecnológica a varios docentes del país.

### Ministro de Educación
El 29 de julio de 2021, fue nombrado ministro de Educación del Perú en el gobierno de Pedro Castillo.

## Premios y reconocimientos
- Maestro que deja Huella (2014)
- Palmas magisteriales (2015)
- Considerado uno de los 50 mejores maestros del mundo según The Global Teacher Prize (2017)
- Premio Nacional de Cultura (2018)